# Стів Гау
Стівен Джеймс «Стів» Гау (англ. Stephen James "Steve" Howe; *8 квітня 1947, Голловей, Північний Лондон, Англія) — англійський рок-гітарист, відомий у виступах з прогресивним гуртом Yes, замінивши в ньому у 1970 році Пітера Бенкса. Він також був в складі гуртів The Syndicats, Bodast, Tomorrow, Asia та GTR, а також випустив самостійно 13 сольних альбомів.

## Біографія

### Ранні впливи
Хау був молодшим з чотирьох дітей, які росли в сім'ї меломанів, слухаючих музику духових оркестрів на платівках на 78 обортів на хвилину. Він згадує про деякі враження, що одержав від батьківської фонотеки, в тому числі від Леса Пола і групи Tennessee Ernie Ford, в якій на гітарах грали Спіді Вест і Джіммі Байєнт. До того ж Хау слушав класичну гітару і джаз, він говорить, що сильний вплив на нього здійснив Барні Кессел «його гра була чудовою сумішью сольної лінії і акордового аккомпанемента, вона заставила мене повірити, що гітарист, який не розуміє гри аккордами, не зможе добре вести сольну лінію, тому що одне з другим так тісно співвідносяться».

## Сольна дискографія
- Beginnings (1975)
- The Steve Howe Album (1979)
- Turbulence (1991)
- The Grand Scheme of Things (1993)
- Not Necessarily Acoustic (1994)
- Homebrew (1996)
- Quantum Guitar (1998)
- Pulling Strings (1999)
- Portraits of Bob Dylan (1999)
- Homebrew 2 (2000)
- Natural Timbre (2001)
- Skyline (2002)
- Elements (2003)
- Guitar World (2003)
- Spectrum (2005)
- Remedy Live (2005)
- Homebrew 3 (2005)
- Homebrew 4 (2009)
- Homebrew 5 (2013)
- Homebrew 6 (2016)

## Участь в запрошеннях
- Лу Рід — «Lou Reed» (1972)
- The Dregs — «Up in the Air» (1982)
- Frankie Goes to Hollywood — «Welcome To The Pleasuredome»(1984)
- Queen — «Innuendo» (1991)

## DVD/Відео
- Classic Rock Legends (2002)
- Careful With That Axe (2004)
- Steve Howe's Remedy Live (2005)